# AT Геркулеса
AT Геркулеса (лат. AT Herculis) — тройная звезда в созвездии Геркулеса на расстоянии приблизительно 3059 световых лет (около 938 парсек) от Солнца. Видимая звёздная величина звезды — от +12,25m до +11,2m.
Открыта Лидией Петровной Цераской.
Пара первого и второго компонентов — предположительно двойная затменная переменная звезда (E). Орбитальный период — около 0,33 суток*.

## Характеристики
Первый компонент — оранжевая звезда спектрального класса K0V, или K*. Масса — около 2,343 солнечной, радиус — около 9,102 солнечного, светимость — около 33,241 солнечной. Эффективная температура — около 4885 K.
Третий компонент — красный карлик спектрального класса M. Масса — около 265,04 юпитерианской (0,253 солнечной). Удалён в среднем на 1,986 а.е..